# Activitat de l'aigua

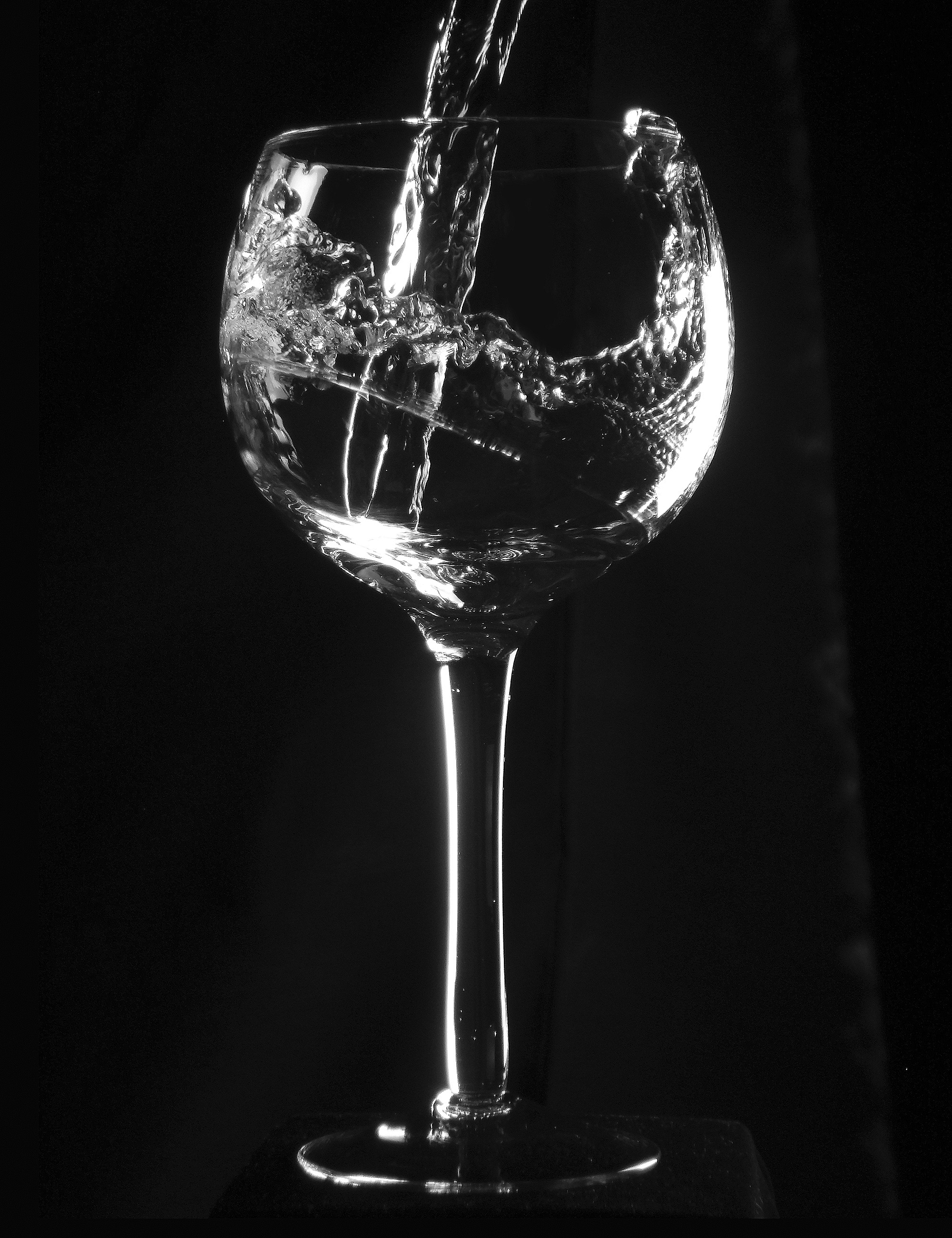
L'activitat de l'aigua es considera un paràmetre en l'estudi de la química dels aliments.

Activitat de l'aigua o activitat aquosa és la relació que hi ha entre la pressió de vapor d'un aliment donat en relació amb la pressió de vapor de l'aigua pura a la mateixa temperatura. És un parámetre estretament lligat a la humitat de l'aliment cosa que permet determinar la seva capacitat de conservació, de propagació microbiana, etc. L'activitat aquosa d'un aliment es pot reduir augmentatn la concentració de soluts en la fase aquosa dels aliments mitjançant l'extracció d'aigua (liofilització)o mitjançant l'addició de nous soluts. L'activitat aquosa junt amb la temperatura, el pH i l'oxigen són els factors que més influeixen en l'estabilitat dels aliments.

## Definició formal
Representant l'activitat de l'aigua per aw:
{\displaystyle {a_{w}MFSL}=10^{7.91-8.1a_{w}}}

## Característiques
Hi ha diversos factors que controlen l'activitat de l'aigua d'un sistema. Els efectes coligatius de les espècies químiques dissoltes (com pot ser per exemple la sal comuna o el sucre]) la interacció dipolar, iònica, o d'enllaç d'hidrogen amb les molècules de l'aigua. Els efectes de capil·laritat quan el vapor d'aigua sobre el menisc és menor que en l'aigua pura degut a les interaccions de pont d'hidrogen entre les molècules d'aigua. Les interaccons de superfície interaccionen directament amb els enllaços de les substàncies dissoltes o en suspensió (com pot ser el midó o les proteïnes mitjançant forces dipolars dels enllaços iònics (H3O++ o OH-), Forces de Van der Waals (enllaços hidròfobs i enllaços d'hidrogen). La combinació d'aquests tres factors en els productes alimentaris fa que es redueixi l'energia de l'aigua i es redueixi també la humitat relativa comparada amb l'aigua pura. Aquests factors poden ser agrupats en dues categories: efectes d'osmosi i de matriu.